# Симонс, Матиас
Шарль-Матиас Симонс (фр. Charles-Mathias Simons; 27 марта 1802, Битбург — 5 октября 1874, Люксембург) — люксембургский государственный и политический деятель, юрист по профессии. Премьер-министр Люксембурга (23 сентября 1853 — 26 сентября 1860).

## Биография
Изучал право в Льежском университете. В 1823 году получил докторскую степень. Работал в судебных инстанциях.
В 1831 году был избран депутатом Национального Конгресса Бельгии, участвовал в разработке новой бельгийской конституции.
В 1836—1837 годах — членом провинциального совета, в 1841 году — член законодательного органа Люксембурга — Собрания сословий. В 1843—1848 годах — член кабинета министров, в 1848 году — Учредительного собрания Люксембурга. С августа по декабрь 1848 года занимал пост генерального администратора (министра) общественных работ Люксембурга.
После того, как правительство Вильмара было смещено губернатор Люксембурга Генрих Нидерландский в 1853 году, по желанию короля Нидерландов Виллема III, Симонс был назначен премьер-министром Люксембурга.
Занимал должности генерального администратора (министра) иностранных дел (1853—1860) и юстиции (1859).
С 1860 по 1874 год был членом Государственного совета. В 1869—1870 годах руководил работой Государственного совета Люксембурга.
В период премьерства Симонса в октябре 1856 года была пересмотрена конституция, которую король Нидерландов Виллем III протолкнул вопреки воле парламента, который усилил его полномочия. В 1859 году открылась первая железнодорожная ветка в Люксембурге, были основаны первые банки — Banque Internationale à Luxembourg и Banque et Caisse d'Épargne de l'État.